# NGC 3974
NGC 3974 is een balkspiraalstelsel in het sterrenbeeld Beker. Het hemelobject werd op 9 maart 1828 ontdekt door de Britse astronoom John Herschel.

## Synoniemen
- MCG -2-31-1
- PGC 37452